# Amerikaans waterhoen
Het Amerikaans waterhoen (Gallinula galeata) is een vogel uit de familie van de rallen (Rallidae).

## Verspreiding en leefgebied
De vogel kent zeven ondersoorten, die voorkomen in Zuid-Amerika, Noord-Amerika en Hawaii.
- G. g. sandvicensis: Hawaï.
- G. g. cachinnans: van zuidoostelijk Canada, de Verenigde Staten tot westelijk Panama, Bermuda en de Galapagoseilanden.
- G. g. cerceris: Grote- en Kleine Antillen.
- G. g. barbadensis: Barbados.
- G. g. pauxilla: oostelijk Panama, noordelijk en westelijk Colombia, westelijk Ecuador en noordwestelijk Peru.
- G. g. garmani: Andes van Peru, Chili, Bolivia en Argentinië.
- G. g. galeata: van Trinidad, de Guyana's tot Uruguay en noordelijk Argentinië.

## Status
De grootte van de populatie is in 2014 geschat op twee miljoen individuen. Op de Rode lijst van de IUCN heeft deze soort de status niet bedreigd.